# Hrabia Home
Hrabia Home – brytyjski tytuł arystokratyczny, 
parostwo Szkocji. 

## Tytulatura
Tytułami pomocniczymi związanymi z hrabią Home są:
- lord Home (od 1473 r.)
- lord Dunglass (od 1605 r.)–tytuł najstarszego syna hrabiego Home
- baron Douglas of Douglas (od 1875 r.)

## Siedziba
Rodową siedzibą hrabiów Home jest The Hirsel niedaleko Coldstream w Szkocji.

## Lordowie Home 1. kreacji (parostwo Szkocji)
- 1474–1490: Alexander Home, 1. lord Home
- 1490–1506: Alexander Home, 2. lord Home
- 1506–1516: Alexander Home, 3. lord Home
- 1516–1549: George Home, 4. lord Home
- 1549–1575: Alexander Home, 5. lord Home
- 1575–1605: Alexander Home, 6. lord Home

## Hrabiowie Home 1. kreacji (parostwo Szkocji)
- 1605–1619: Alexander Home, 1. hrabia Home
- 1619–1633: James Home, 2. hrabia Home
- 1634–1666: James Home, 3. hrabia Home
- 1666–1674: Alexander Home, 4. hrabia Home
- 1674–1687: James Home, 5. hrabia Home
- 1687–1706: Charles Home, 6. hrabia Home
- 1706–1720: Alexander Home, 7. hrabia Home
- 1720–1761: William Home, 8. hrabia Home
- 1761–1786: Alexander Home, 9. hrabia Home
- 1786–1841: Alexander Home, 10. hrabia Home
- 1841–1881: Cospatrick Alexander Home, 11. hrabia Home
- 1881–1918: Charles Alexander Douglas-Home, 12. hrabia Home
- 1918–1951: Charles Cospatrick Archibald Douglas-Home, 13. hrabia Home
- 1951–1963: Alexander Frederick Douglas-Home, 14. hrabia Home
- od 1995: David Alexander Cospatrick Douglas-Home, 15. hrabia Home

Następcą 15. hrabiego Home jest Michael David Alexander Douglas-Home, lord Dunglass.